# Mambal
Mambal is een bestuurslaag in het regentschap Badung van de provincie Bali, Indonesië. Mambal telt 5234 inwoners (volkstelling 2010).